# Bakluixi (Petrovsk)
|  | Per a altres significats, vegeu «Bakluixi». |

Bakluixi (en rus: Баклуши) és un poble de l'óblast de Saràtov, a Rússia, segons el cens del 2010 tenia 98 habitants. Pertany al districte municipal de Petrovsk.